# Адама
Адама (амх. ናዝሬት) — місто в центральній частині Ефіопії, у регіоні Оромія. Інша назва — Назрет.

## Назва
Після Другої світової війни імператор Хайле Селассіє I перейменував місто в Назрет на честь біблійного Назарета, ця назва офіційно проіснувала до кінця XX століття. У 2000 році місту повернуто традиційну назву Адама, проте назва «Назрет», як і раніше, широко використовується. Назва Адама найімовірніше походить від слова adaamii, що в перекладі з мови оромо означає «кактус».

## Географія
Розташоване в зоні Місрак-Шева, приблизно за 100 км на південний схід від Аддис-Абеби, на висоті 1725 м над рівнем моря. Місто стоїть на краю виступу, яким Велика рифтова долина спускається на схід країни.

### Клімат
Місто знаходиться у зоні, котра характеризується океанічним кліматом субтропічних нагір'їв. Найтепліший місяць — березень із середньою температурою 20 °C (68 °F). Найхолодніший місяць — грудень, із середньою температурою 17.2 °С (63 °F).
| Клімат Адами            | Клімат Адами | Клімат Адами | Клімат Адами | Клімат Адами | Клімат Адами | Клімат Адами | Клімат Адами | Клімат Адами | Клімат Адами | Клімат Адами | Клімат Адами | Клімат Адами | Клімат Адами |
| Показник                | Січ.         | Лют.         | Бер.         | Квіт.        | Трав.        | Черв.        | Лип.         | Серп.        | Вер.         | Жовт.        | Лист.        | Груд.        | Рік          |
| Середній максимум, °C   | 26           | 26           | 27           | 27           | 27           | 26           | 23           | 23           | 24           | 26           | 25           | 25           | 25           |
| Середня температура, °C | 18           | 17           | 19           | 19           | 20           | 19           | 18           | 17           | 18           | 18           | 17           | 17           | 18           |
| Середній мінімум, °C    | 10           | 9            | 12           | 12           | 13           | 12           | 13           | 12           | 12           | 11           | 10           | 10           | 11           |
| Вологість повітря, %    | 53           | 52           | 46           | 53           | 53           | 65           | 70           | 72           | 68           | 46           | 48           | 47           | 56           |
| ----------------------- | ------------ | ------------ | ------------ | ------------ | ------------ | ------------ | ------------ | ------------ | ------------ | ------------ | ------------ | ------------ | ------------ |
| Джерело: Weatherbase    |              |              |              |              |              |              |              |              |              |              |              |              |              |

## Транспорт
Назрет — великий транспортний вузол. Місто розташоване вздовж шосе, що веде з Аддис-Абеби в Дире-Дауа. Безліч вантажівок прямують цією дорогою і далі, у такі порти, як Джибуті і Асеб (порт Асеб нині не використовується Ефіопією через Ефіопо-еритрейський конфлікт). Крім того, через Назрет проходить Ефіопо-Джибутійська залізниця.